# Limnophila rubida
Limnophila rubida är en tvåvingeart som beskrevs av Alexander 1924. Limnophila rubida ingår i släktet Limnophila och familjen småharkrankar. Inga underarter finns listade i Catalogue of Life.